# Bahnhof Postbauer-Heng
Der Bahnhof Postbauer-Heng ist ein Bahnhof am Streckenkilometer 73,5 der Bahnstrecke Nürnberg–Regensburg. Die Station liegt im Osten des Marktes Postbauer-Heng im Landkreis Neumarkt in der Oberpfalz, auf einer Höhe von 459 Metern über Normalnull, in der Nähe der Bundesstraße 8.
Die Station wurde zusammen mit dem Streckenabschnitt zwischen Nürnberg und Neumarkt am 1. Dezember 1871 eröffnet, das frühere Empfangsgebäude gilt als Baudenkmal (D-3-73-155-27).

## Geschichte

Bahnhof Postbauer um 1900

Der Bahnhof hieß bis 1978 noch Postbauer, wurde dann aber auf Grund des Zusammenschlusses der Gemeinden Postbauer und Heng zu Postbauer-Heng umbenannt. 1998 fanden Umbauarbeiten am Bahnhof statt: Dabei wurde der Bahnhof für den Betriebsbeginn im Dezember 2010 der S-Bahn von Nürnberg nach Neumarkt umgebaut und behindertengerecht ausgestattet. Unter anderem wurden die Bahnsteige auf eine Höhe von 76 Zentimeter angehoben, um einen barrierefreien Einstieg in die S-Bahn-Züge zu ermöglichen.
Das denkmalgeschützte Bahnhofsgebäude war 2011 von der Gemeinde aufgekauft worden und Anfang 2017 an private Investoren weiterverkauft worden. Von 2002 bis zum Verkauf des Gebäudes befand sich dort der Computer-Treff Netlife e. V., der nach dem Verkauf das Gebäude räumen musste. In der Nacht zum 25. Juni 2018 wurde das Empfangsgebäude bei einem Brand beschädigt. Bis Juni 2020 wurde das Gebäude saniert und wird gewerblich und zu Wohnzwecken genutzt.
Der Fahrkartenverkauf wurde 1998 eingestellt.

## Anlagen
Die außenliegenden beiden Bahnsteiggleise verfügen über Seitenbahnsteige. Dazwischen befindet sich ein Gleis für durchgehende Züge. Die Gleise für den Güterverkehr sind nicht mehr vorhanden.
Im Rahmen der für 2026 geplanten Generalsanierung der Bahnstrecke Nürnberg–Regensburg sollen im Südkopf zusätzliche, mit 80 km/h befahrbare Weichen eingebaut werden. Ferner soll an Gleis 1 nach Norden ein Ausfahrsignal ergänzt werden.

## Verkehrsanbindung
Heute wird der Bahnhof von der S-Bahn-Linie 1 der S-Bahn Nürnberg im 20- bzw. im 40-Minuten-Takt bedient.
Die Station liegt in unmittelbarer Nähe zur Bundesstraße 8. Die beiden Park-and-Ride-Parkplätze, die sich neben dem Bahnhofsgebäude befinden, verfügen über 144 Stellplätze. Hier stehen außerdem 140 überdachte Fahrradstellplätze zur Verfügung.
Die Bushaltestelle Postbauer-Heng Bahnhof wird von einer Buslinien des Omnibusverkehr Franken (OVF) bedient:
Die Buslinie 505 verbindet den Bahnhof mit Neumarkt in der Oberpfalz, die Buslinien 505 und 506 mit dem Ortszentrum von Postbauer-Heng, der Nachbargemeinde Pyrbaum sowie mit Allersberg und dem dortigen Bahnhof.
Für die Buslinie gilt wie auch für die Bahn das Tarifsystem des Verkehrsverbundes Großraum Nürnberg (VGN).
| Linie | Strecke | Takt                                                      |
| ----- | --- | --------------------------------------------------------- |
| S1    | Bamberg – Strullendorf – Hirschaid – Buttenheim – Eggolsheim – Forchheim (Oberfr – Kersbach (Oberfranken) – Baiersdorf – Bubenreuth – Erlangen – Erlangen Paul-Gossen-Straße – Erlangen-Bruck – Eltersdorf – Vach – Fürth Klinikum – Fürth Hbf – Nürnberg Rothenburger Str. – Nürnberg-Steinbühl – Nürnberg Hbf – Feucht – Feucht Ost – Ochenbruck – Mimberg – Burgthann – Oberferrieden – Postbauer-Heng – Pölling – Neumarkt (Oberpf) Stand: Fahrplanwechsel Dezember 2023 | 60 min (Bamberg–Forchheim) 20/40 min (Forchheim–Neumarkt) |

## Sonstiges
Zwei lokale Rundwanderwege am Bahnhof. Der Eppelein-Weg, welcher in Erlangen beginnt, endet hier.